# Hamra Patera
L'Hamra Patera è una struttura geologica della superficie di Ganimede.